# The Arrows
The Arrows var ett brittiskt/amerikanskt rockband som bildades 1974. Bandet är bland annat kända för låten "I Love Rock n Roll" från 1975 som blev en stor hit för Joan Jett 1982. En cover gjordes också av Britney Spears 2002. Bandet upplöstes 1977.

## Medlemmar
- Alan Merrill (född Allan Preston Sachs 19 februari 1951 i Bronx, New York, USA – död 29 mars 2020) – sång, gitarr, keyboard, basgitarr
- Jake Hooker (född Jerry Mamberg 3 maj 1953 i Israel – död 4 augusti 2014) – gitarr
- Paul Varley (född 24 maj 1949 i Preston, Lancashire, England – död 2 juli 2008) – trummor
- Terry Taylor (född Terence Martin Taylor 28 augusti 1948 i England) – gitarr

## Diskografi
Album
- First Hit (1976)

Singlar
- "Touch Too Much" / "We Can Make It Together" (1974)
- "Toughen Up" / "Diesel Locomotive Dancer" (1974)
- "My Last Night With You" / "Movin' Next Door To You" (1975)
- "Hard Hearted" / "My World Is Turning On Love" (1975)
- "I Love Rock 'n' Roll" / "Broken Down Heart" (1975)
- "Once Upon A Time" / "Boogiest Band In Town" (1976)